# Vliegveld Y-32 Ophoven
Vliegveld Y-32 Ophoven was een militair vliegveld in Opglabbeek, in de buurt van de Ophovenstraat, dat gebruikt werd tijdens de Tweede Wereldoorlog. De locatie grenst aan het huidige natuurgebied Duinengordel.

## Geschiedenis
Het vliegveld Y-32 werd gebouwd door het 820ste Engineer Aviation Battalion van het United States Army Air Force IX Engineer Command. De bouw begon op 22 november 1944.
De landingsbaan bestond uit 1500 meter geperforeerde stalen platen. Deze platen zorgden ervoor dat de landingsbaan intact bleef onder het gewicht van vliegtuigen. Het vliegveld had tevens bijkomende faciliteiten zoals een militair kwartier, opslagplaatsen voor munitie, voorraden, brandstof, drinkwater en een klein elektriciteitsnet.
Op 10 december 1944 werd het vliegveld in gebruik genomen. Aanvankelijk werd het vliegveld gebruikt voor bevoorrading en evacuatie van gewonden door middel van C-47 Skytrain-transportvliegtuigen. Eind januari 1945 werden er gevechtseenheden gestationeerd, waaronder de 370th Fighter Group. Deze eenheid maakte gebruik van P-47 Thunderbolt-gevechtsvliegtuigen. In februari werd ook de 405th Fighter group op het vliegveld gestationeerd. De gevechtsvliegtuigen vlogen ondersteuningsmissies, verkenden routes en vielen Duitse militaire posities aan.
Om de Slag om de Ardennen te ondersteunen, ondernam de Duitse Luftwaffe een aantal aanvallen op geallieerde vliegvelden in Nederland en België. Deze operatie staat bekend als Operatie Bodenplatte. Op 1 januari 1945 werd Y-32 vroeg in de ochtend aangevallen door een 30-tal Duitse jachtvliegtuigen, waarbij een 3-tal mensen gewond raakten en vrij veel schade aan de infrastructuur en vliegtuigen werd toegebracht.
De aanwezige gevechtseenheden werden eind april 1945 elders gestationeerd. Het vliegveld werd op 29 mei 1945 gesloten. Tegenwoordig is er nog maar weinig terug te vinden van het vliegveld. De huidige oppervlakte wordt voornamelijk gebruikt voor landbouw.